# 羅克波特 (麻薩諸塞州)
羅克波特（英語：Rockport）是一個位於美國麻薩諸塞州艾塞克斯縣的鎮。

## 人口
根據2020年美國人口普查的數據，羅克波特的面積為45.40平方千米，當中陸地面積為18.10平方千米，而水域面積為27.30平方千米。當地共有人口6932人，而人口密度為每平方千米153人。